# 백운호수
백운호수(白雲湖水, Baegun Lake)는 경기도 의왕시 학의동에 있는 저수지이다. 1953년 9월 준공되어 농어촌정비법에 의한 농업기반시설로 관리되고 있으며, 시설관리자는 한국농어촌공사이다.

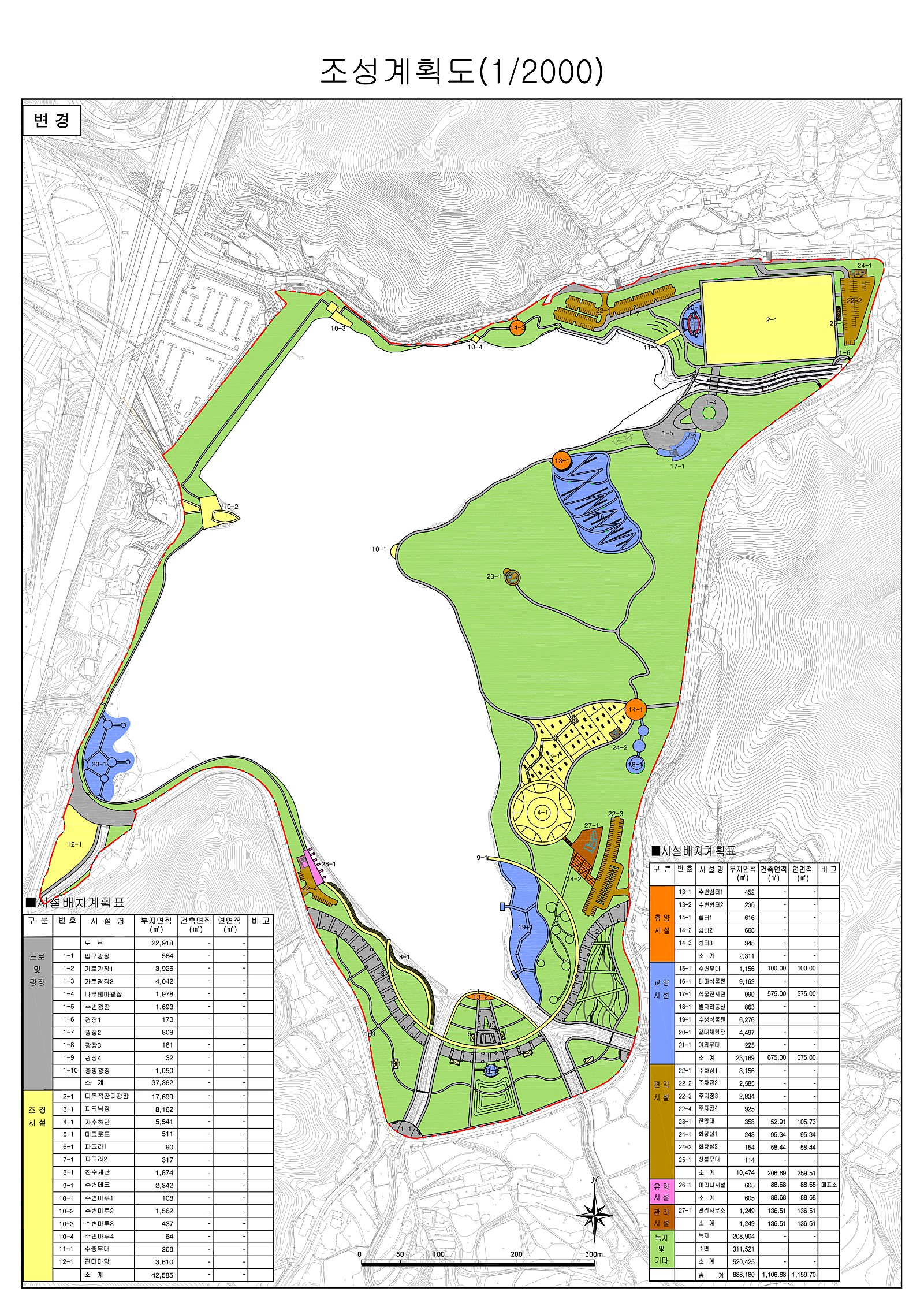
백운호수 공원

원래 안양시 평촌 지역에 농업 용수를 공급하기 위해 만들었으나, 1990년대 평촌신도시 개발로 저수지 기능을 상실하고 관광시설로 이용하고 있다. 2019년 호수 남쪽에 의왕백운지식문화밸리 도시개발에 맞추어 광청 종주길까지 이어지는 생태탐방로 데크, 마리나 등의 시설정비를 했다.
20년 이상 장기미집행 도시공원으로 일몰제에 따라 해제를 앞두고 2020년부터 주변 택지개발로 남은 수익금으로 전체 면적 63만 8396m2의 18.4%(수면 31만 1525m2, 녹지 20만 9098m2 제외)인 11만 7773m2의 수변 지역에 생태문화공원으로 2022년까지 조성중이다.
호수 북쪽에 공영주차장에서는 매년 가을 의왕 백운 예술제 축제가 열린다.

## 방문 교통 수단
- 차량 - 백운호수제방공영주차장 또는 타임빌라스 주차장을 이용한다. 두곳 모두 바로 데크로 바로 연결된다.
- 대중교통 - 의왕백운지식문화밸리 참고한다.

## 백운호수공원 조성사업 (의왕시 훼손지 복구)
사유지 매입에 필요한 보상비만 869억원이고 공사비 249억원을 합하면 1천118억원이 투입되는 대형 사업이다. 개발사업으로 훼손된 개발제한구역 면적 중 10~20%를 사업구역(반경 10km내) 외 훼손지역을 복구하는 것이다. 아래 개발지구에 발생한 훼손지의 복구 사업 대상 지역은 백운호수로 정해졌다.
| 공원 테마      | 구성                                                               | 대상지역                                       | 보상여부                     | 일정             | 훼손지 사업명 | 사업비  |
| -------------- | ------------------------------------------------------------------ | ---------------------------------------------- | ---------------------------- | ---------------- | ------------- | ------- |
| 문화체육공원   | 다목적잔디광장, 수변광장, 수변무대                                 | 학의동 383번지 일원, 사랑의 미로 앞            | 2020년 완료                  | 2022년 6월 착공  | 백운밸리      | 153억원 |
| 생태학습공원   | 별자리동산, 큰나무정원, 피크닉장, 가로광장, 계절화단               | 학의동 548번지 일원, 타임빌라스 앞             | 2020년 완료                  | 2021년 8월 착공  | 장안지구      | 721억원 |
| 생태학습공원   | 별자리동산, 큰나무정원, 피크닉장, 가로광장, 계절화단               | 학의동 503번지 일원, 전망대 남쪽               |                              | 2022년 6월 예정  | 청계2지구     |         |
|                |                                                                    | 내손동 8번지 일원, 호수 서쪽 대부분            |                              | 2023년 2월 예정  | 시자체 사업   |         |
| 생태숲체험공원 | 식물전시관, 테마식물원, 전망대, 산책로                             | 학의동 산 75-13번지 일원, 흙과나무 반대편 산   |                              | 2023년 12월 예정 | 월암지구      |         |
| 친수공원       | 마리나시설, 매점, 바닥분수, 친수계단, 수변데크, 중앙광장, 야외무대 | 학의동 604-4번지 일원, 올라 그린플래그 있는 쪽 | 2020년 완료 (일부 상가 제외) | 2022년 12월 예정 | 고천지구      | 400억원 |

## 갤러리

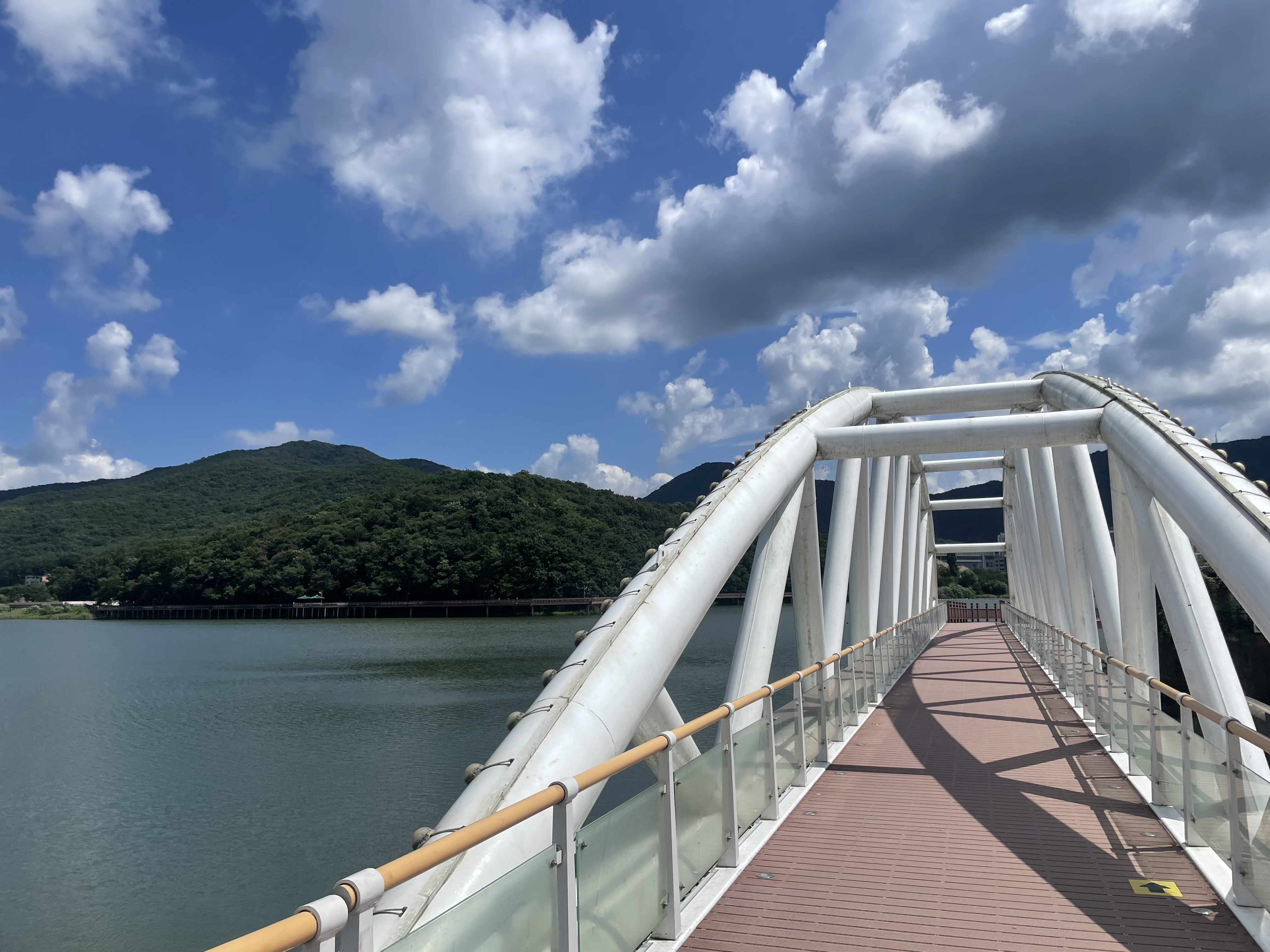
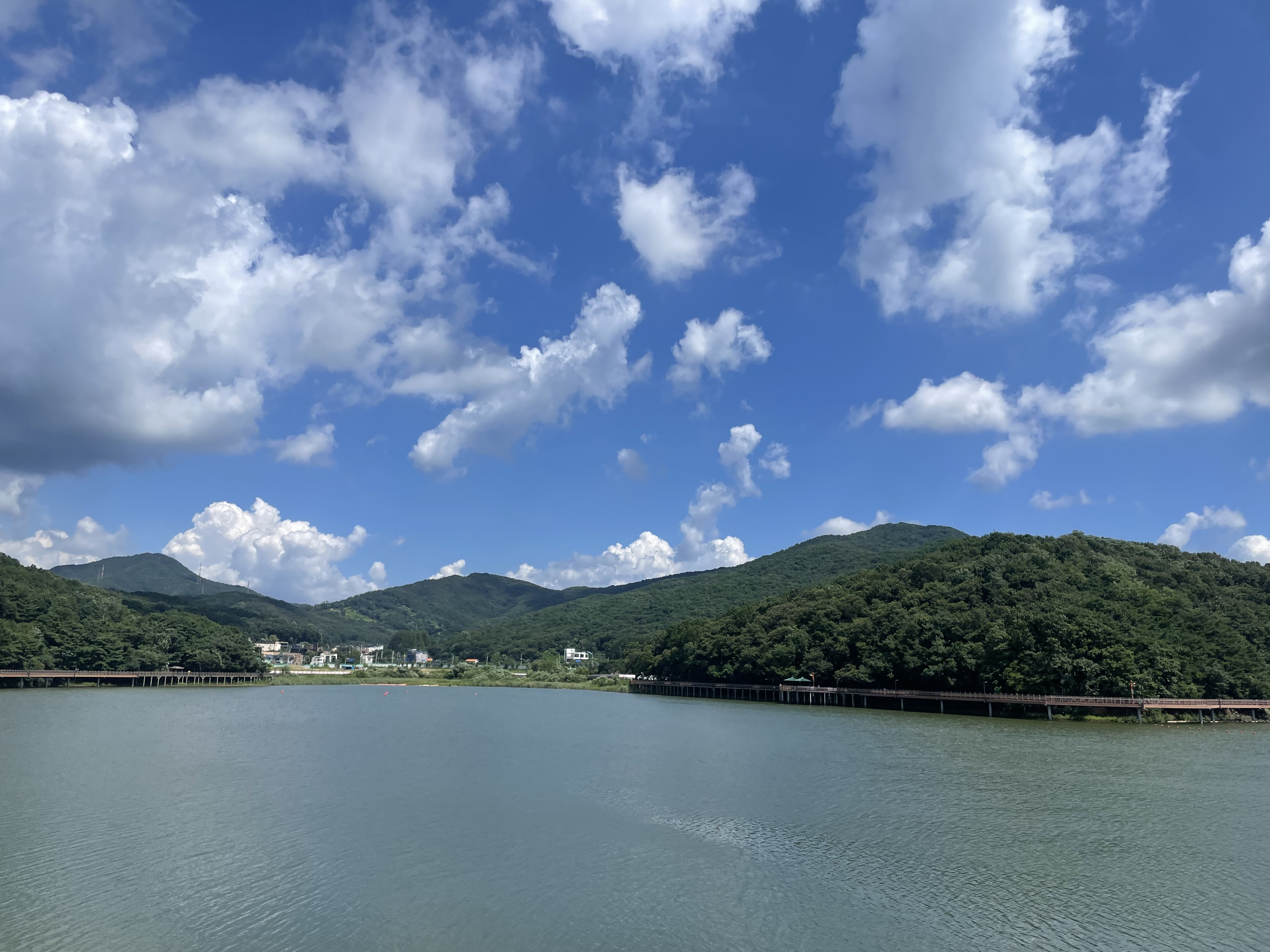
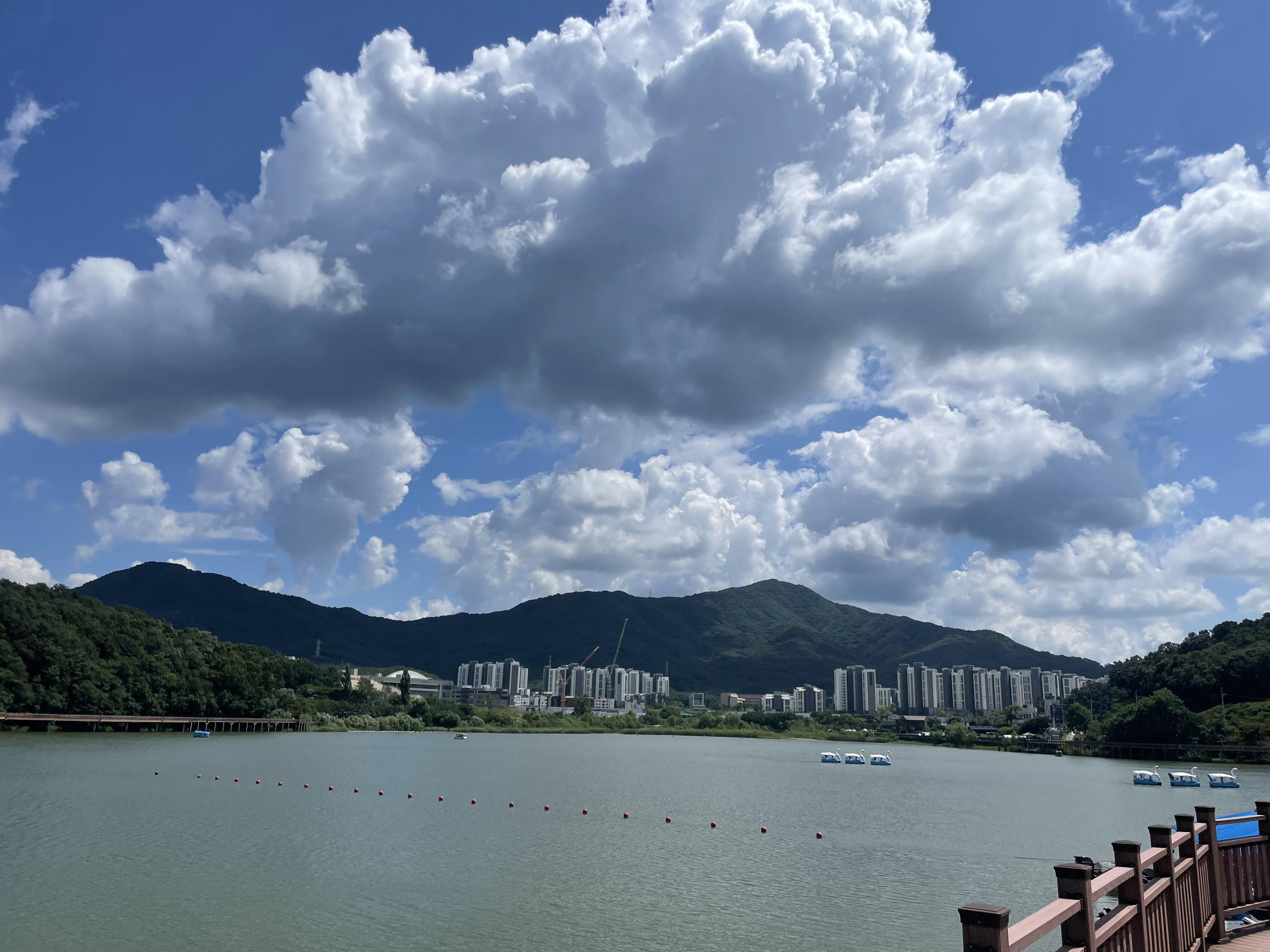
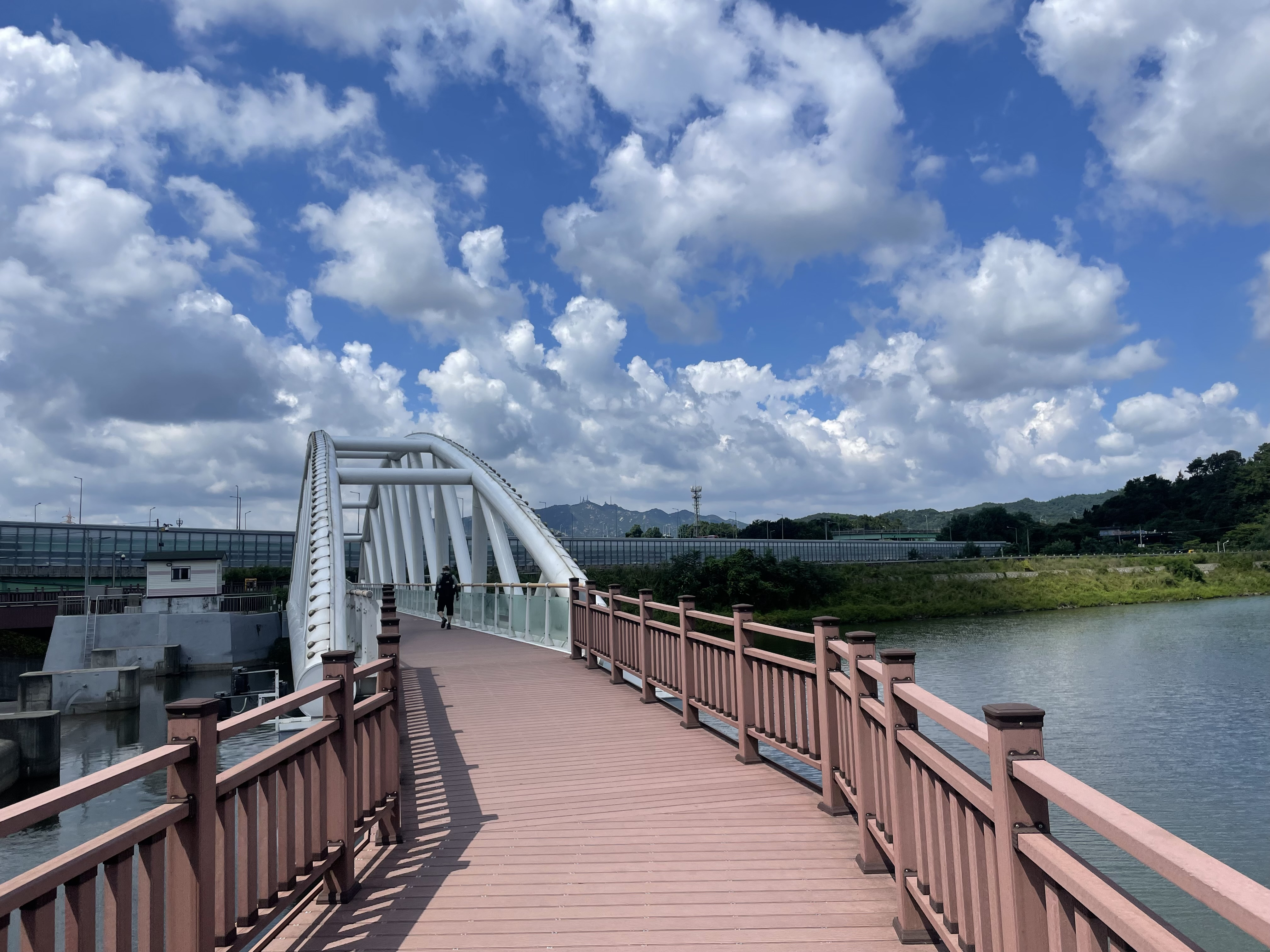
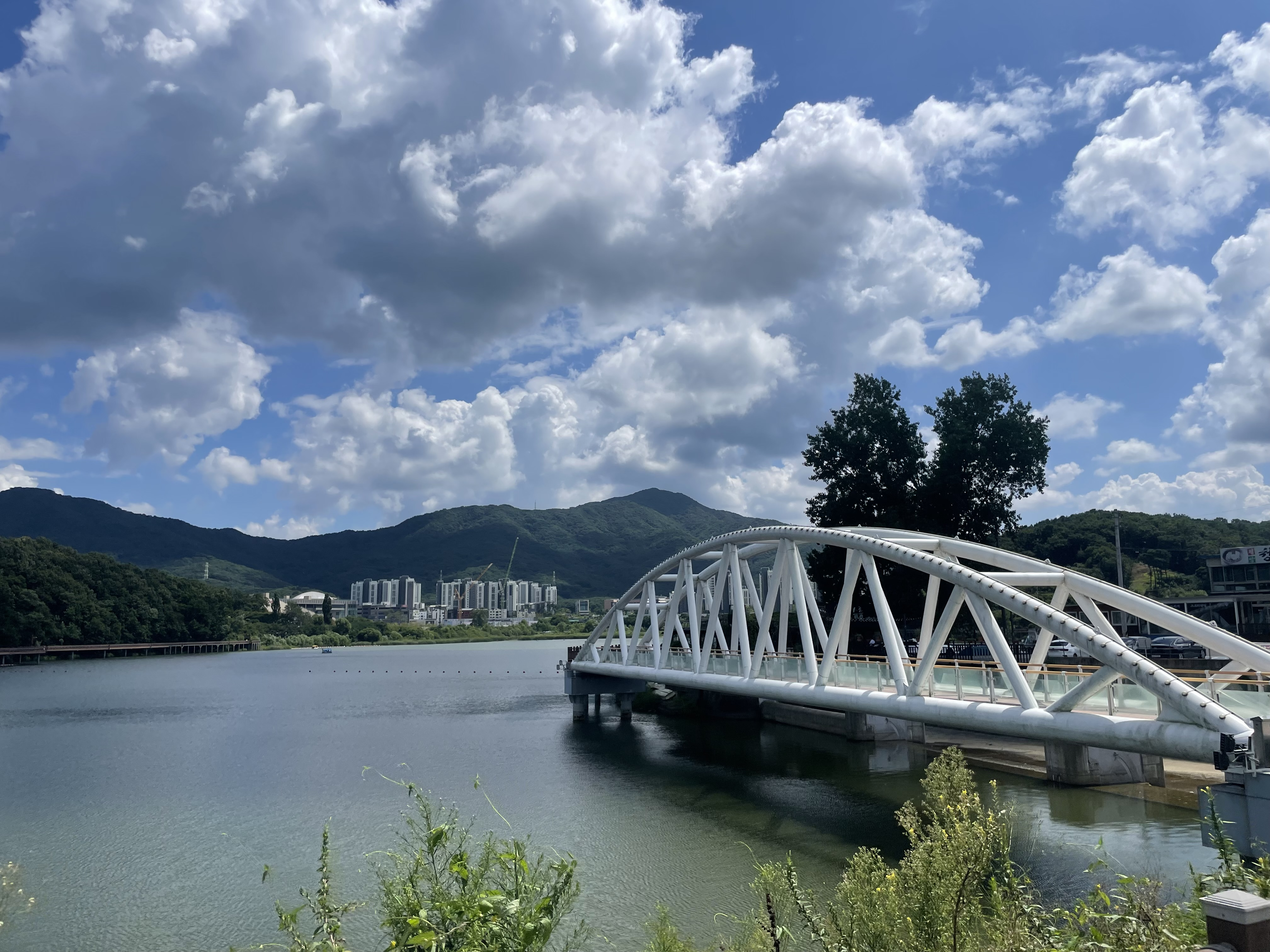
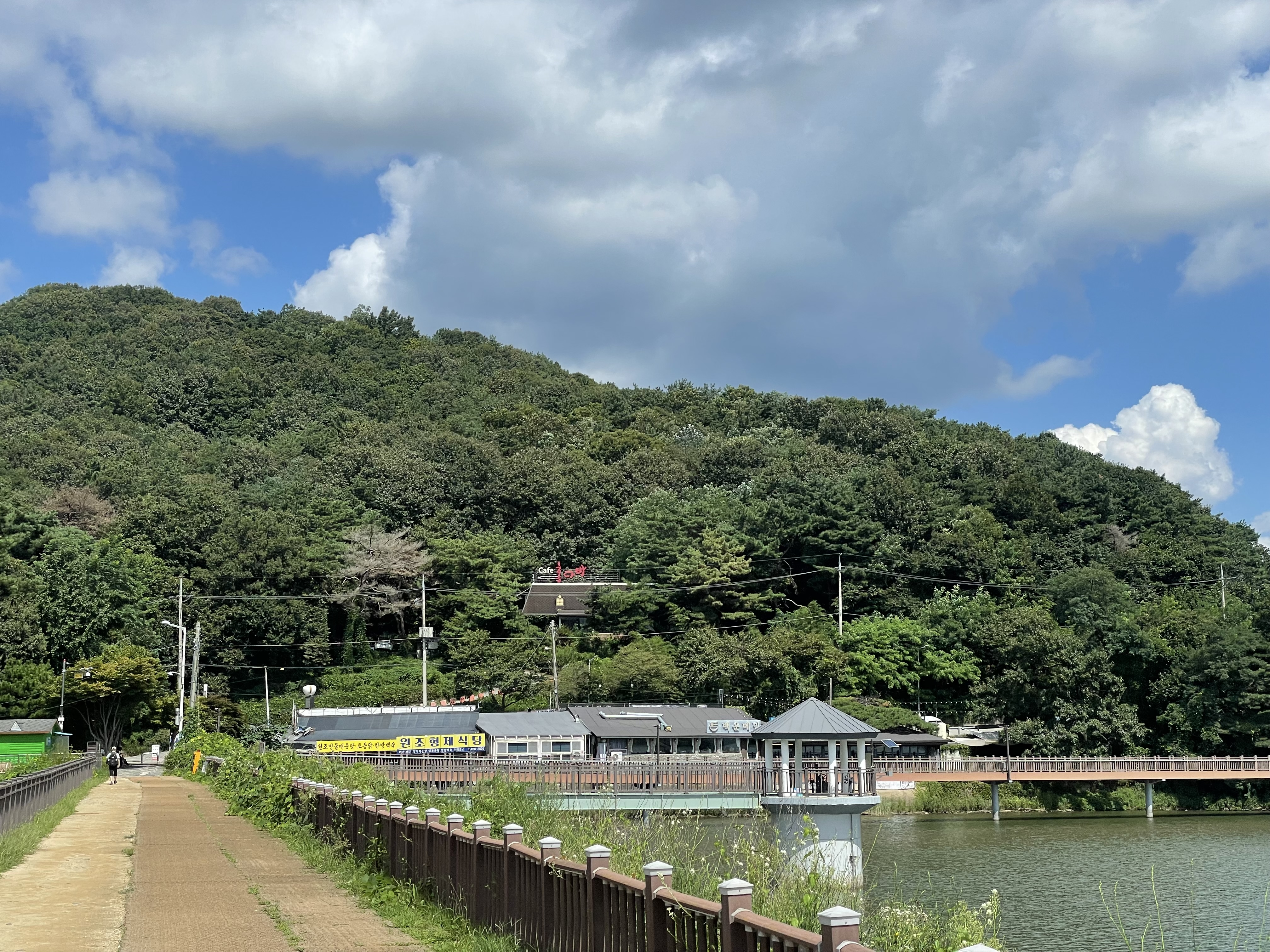